# Thaumalea vaillanti
Thaumalea vaillanti är en tvåvingeart som beskrevs av Martinovsky och Rozkosny 1976. Thaumalea vaillanti ingår i släktet Thaumalea och familjen mätarmyggor. Inga underarter finns listade i Catalogue of Life.